# Venerque
 Venerque  es una población y comuna francesa, en la región de Mediodía-Pirineos, departamento de Alto Garona, en el distrito de Muret y cantón de Auterive.

## Demografía
| 1022 | 1274 | 1510 | 1907 | 2158 | 2328 |
| Para los censos de 1962 a 1999 la población legal corresponde a la población sin duplicidades (Fuente: INSEE [Consultar]) |      |      |      |      |      |

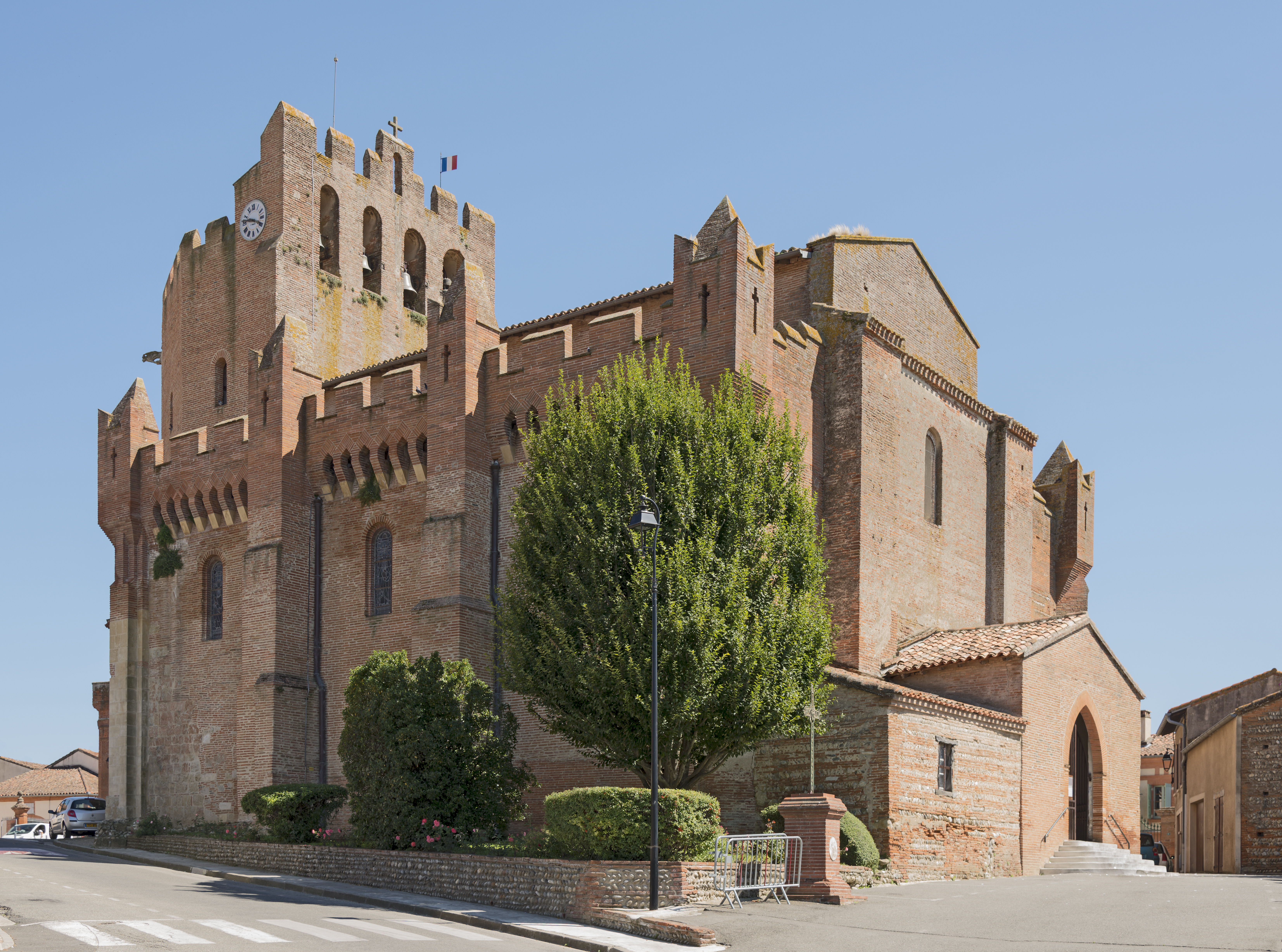
Iglesia.
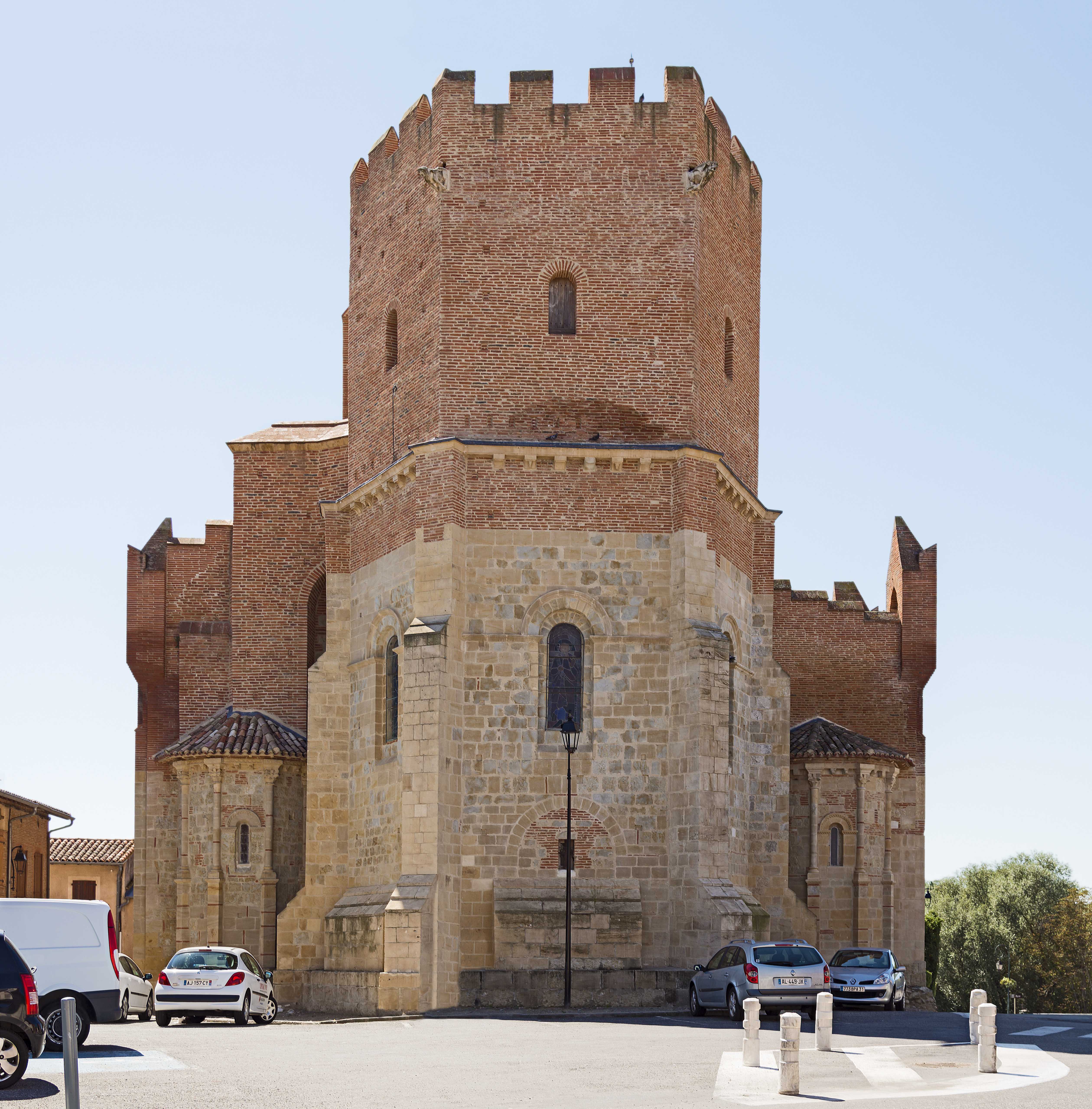
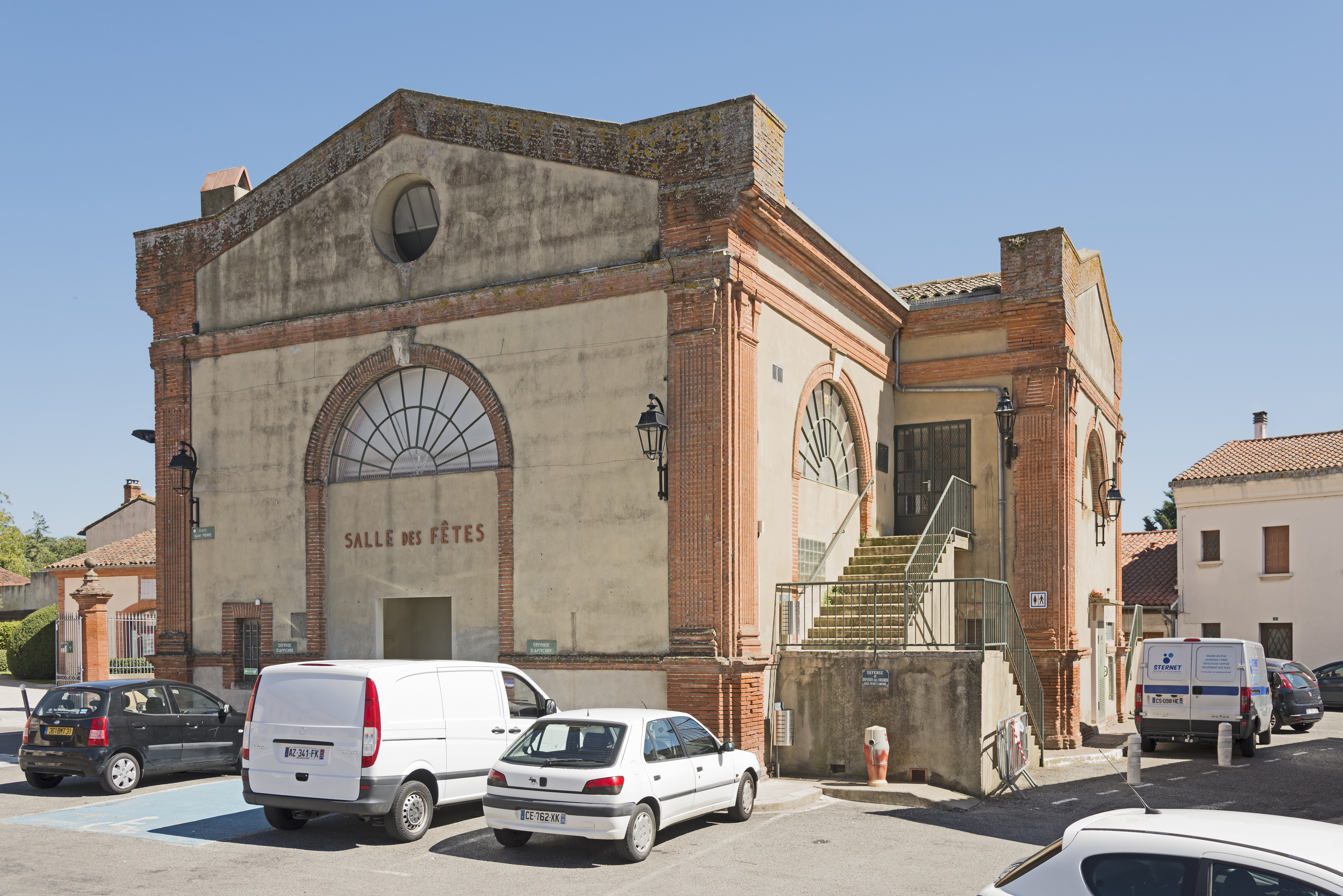
La sala de fiestas
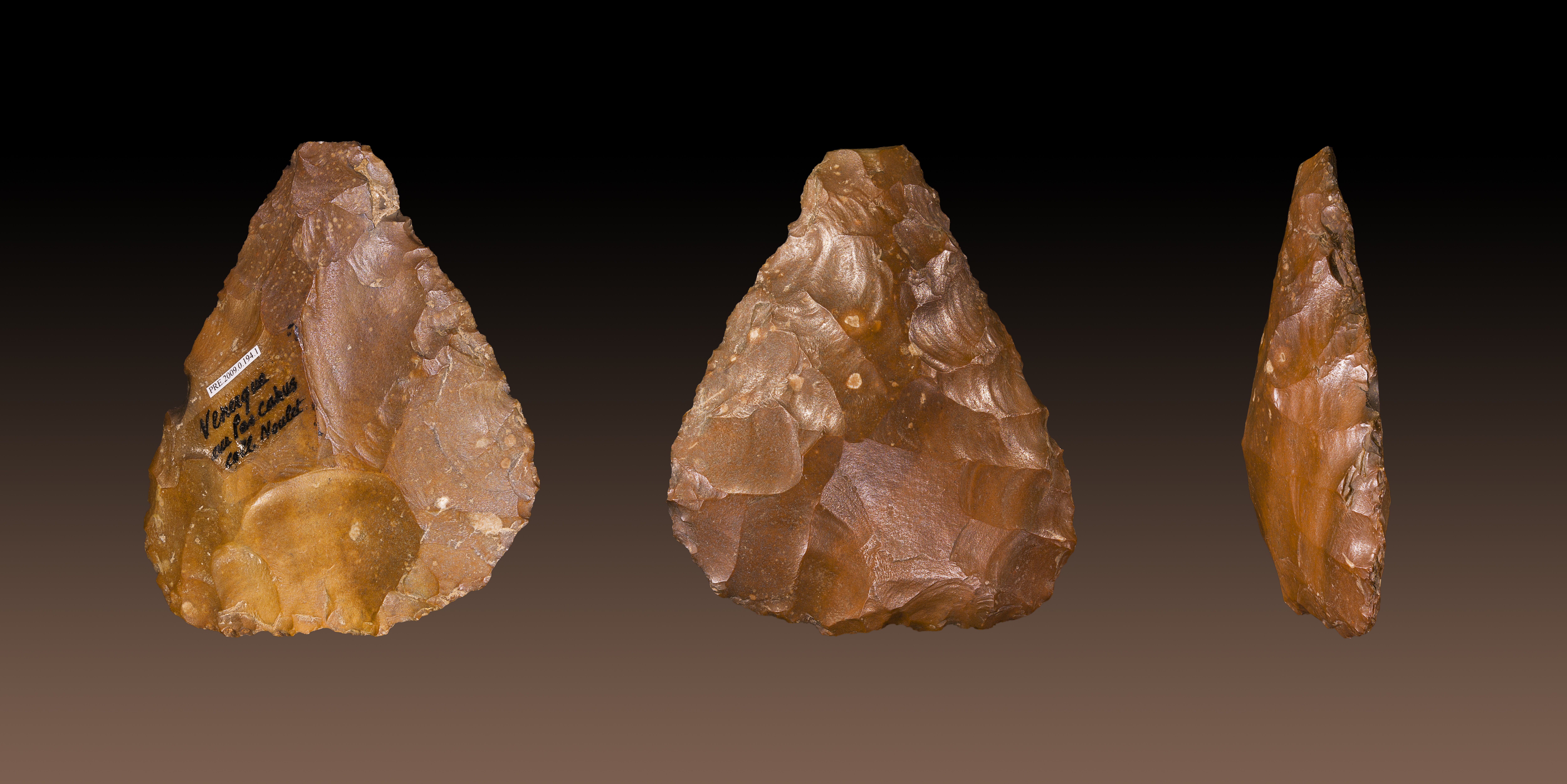
Bifaz, Paleolítico Inferior